# 彩榮路
彩榮路（英語：Choi Wing Road），是一條位於香港九龍觀塘區平山的兩綫雙向行車道路。該路由彩興路與彩榮路交界開始，經過彩霞道交界，後向彩福邨方向伸展，終點盡頭位於彩福邨彩歡樓、彩榮路公園前。

## 概要
彩榮路最首次於1999年5月28日出版的「牛頭角及九龍灣分區計畫大綱圖S/K13/13」出現，該計畫大綱圖已可見彩榮路的雛型。於彩雲道及佐敦谷毗鄰的發展計劃中出現的編號E1、E2及G1道路，則與1999年規劃的有所出入，相信已作出修改。E1道路由彩興路與彩榮路交界為起點，終點盡頭於彩霞道與彩榮路交界；E2道路則指由彩霞道與彩榮路交界起至彩榮路與彩榮里交界為止的路段；G1道路指由彩榮路與彩榮里交界起至彩榮路迴旋處止的路段。彩榮路首段已於2008年7月11日刊憲，其後於2010年7月16日將其餘一段
彩榮路刊憲。現在彩榮路分別設有5個巴士站，其中在彩福邨附近設置了兩個巴士站。

## 彩榮里
彩榮里（英語：Choi Wing Lane），是香港牛頭角佐敦谷內的一條道路。該路主要連接彩雲道海水配水庫及彩雲道食水配水庫。該路的路旁設至一條通往佐敦谷登山徑的入口。

## 連接的道路
- 彩榮里
- 彩興路
- 彩霞道

## 相關
- 平山
- 彩盈邨
- 彩德邨
- 彩福邨

## 圖片集

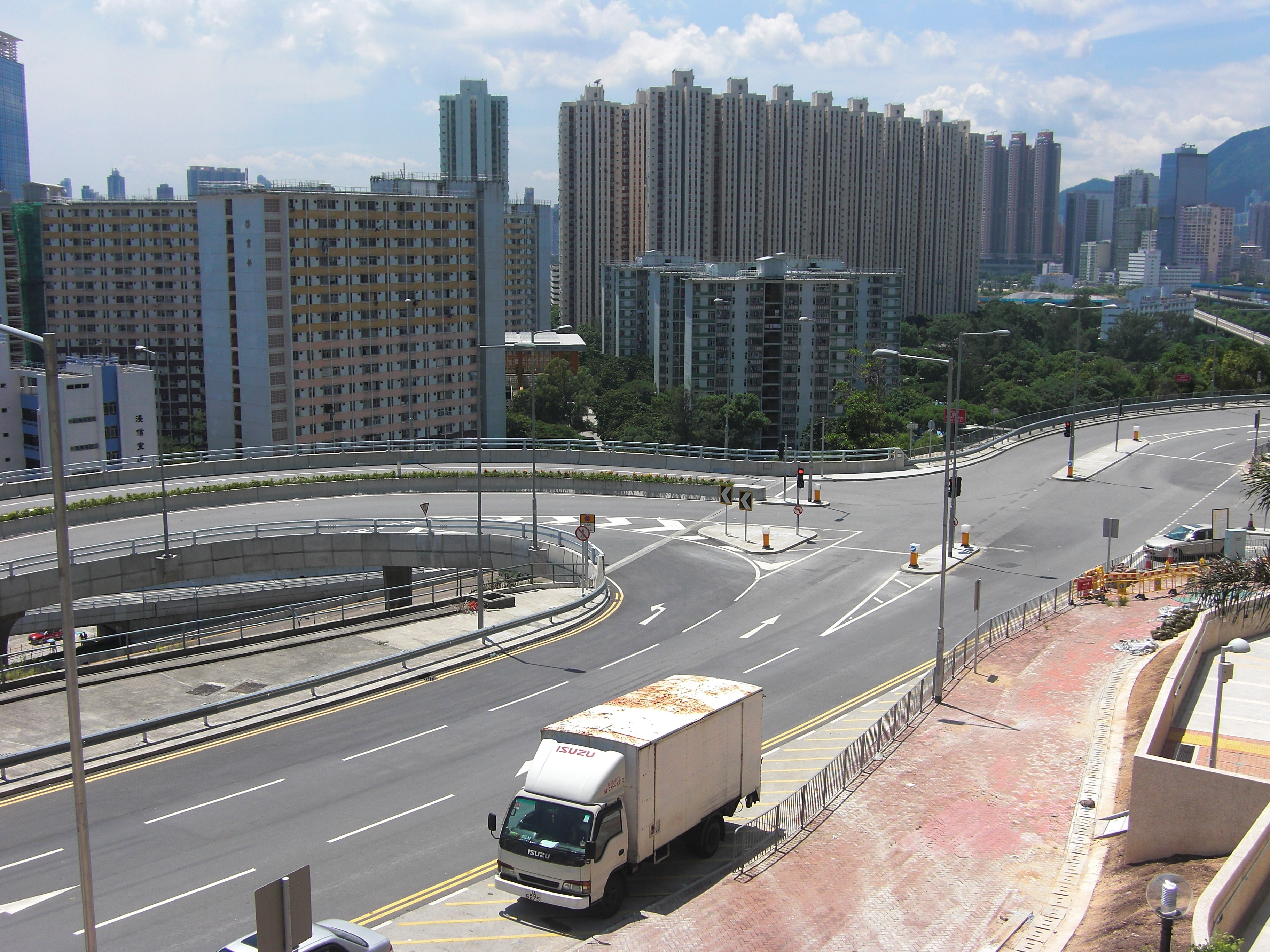
遠觀彩榮路與彩霞道交界（2010年8月）
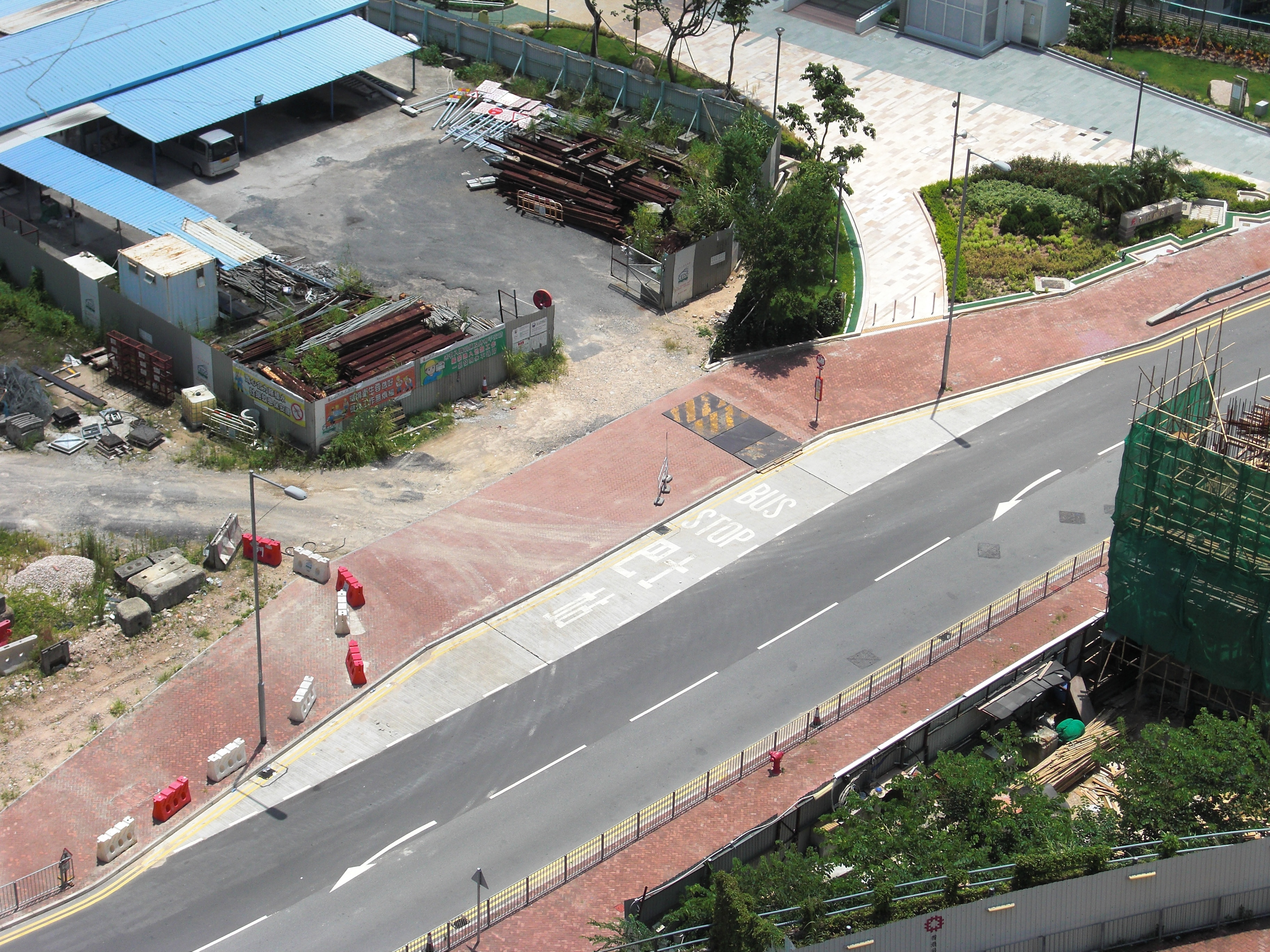
遠觀彩榮路其中一個巴士站（2010年8月）
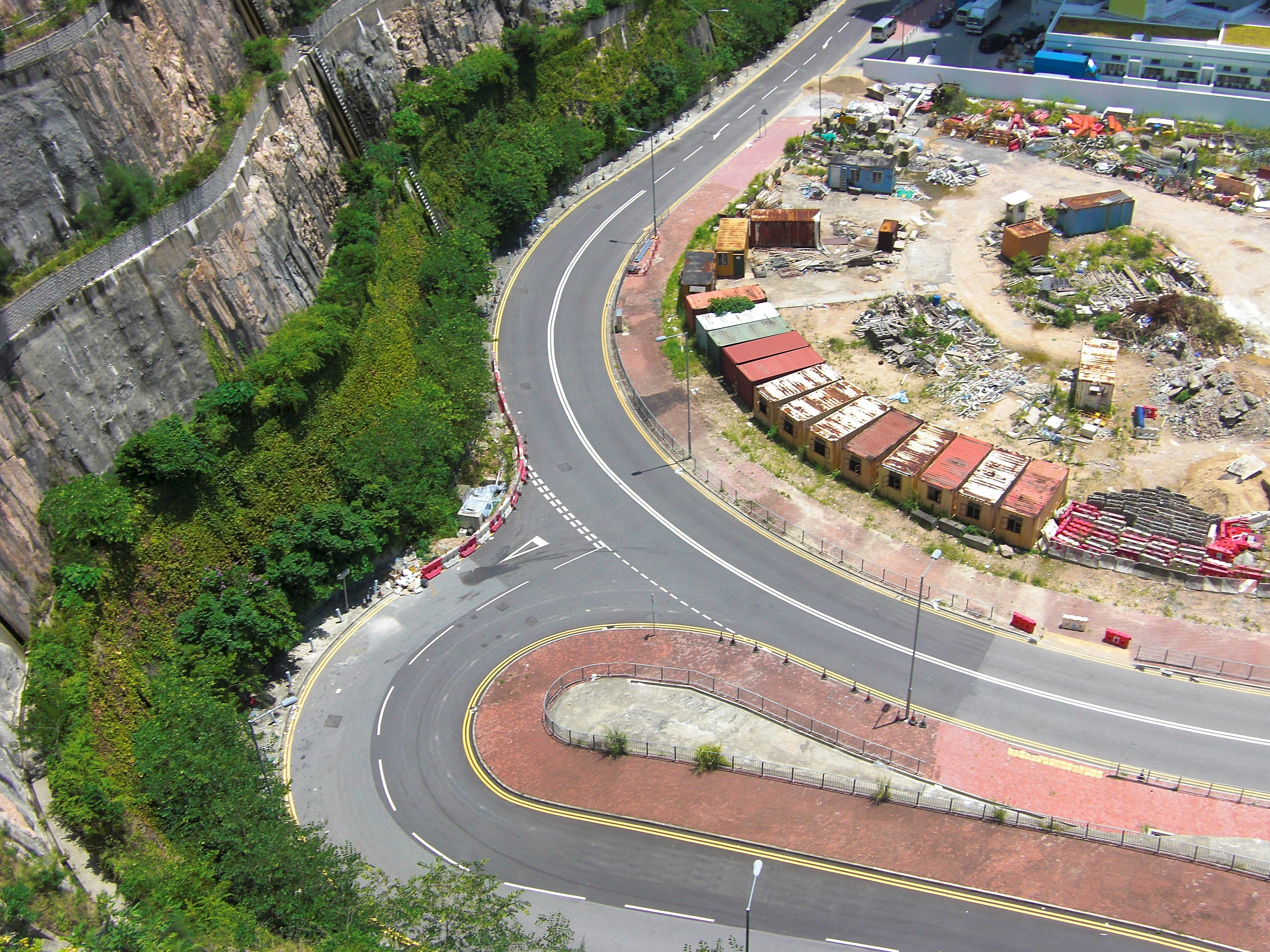
遠觀彩榮路與彩榮里交界（2010年8月）
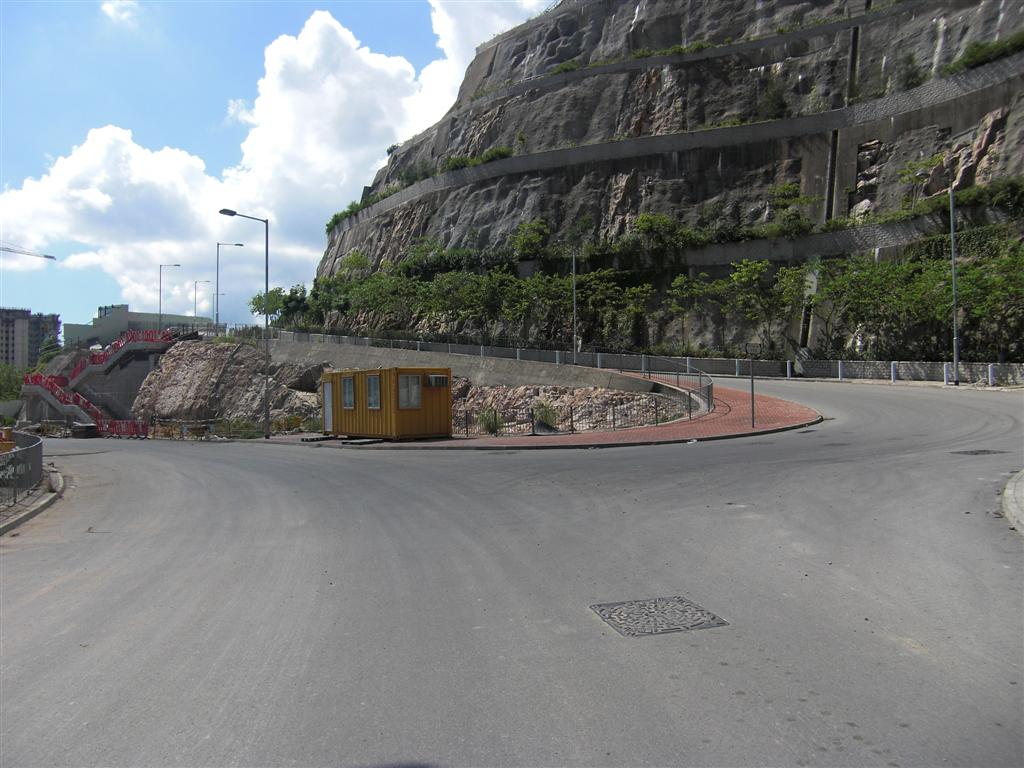
彩榮路與彩榮里交界一景（2008年8月）
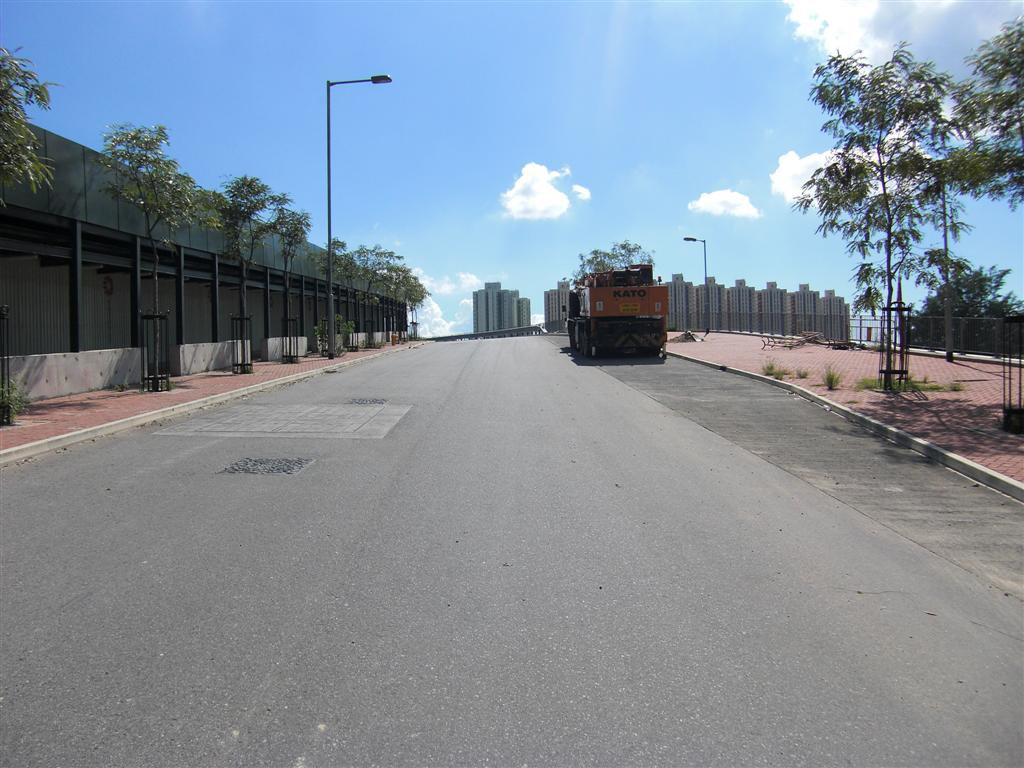
彩榮路近彩德邨彩仁樓一景（2008年8月）
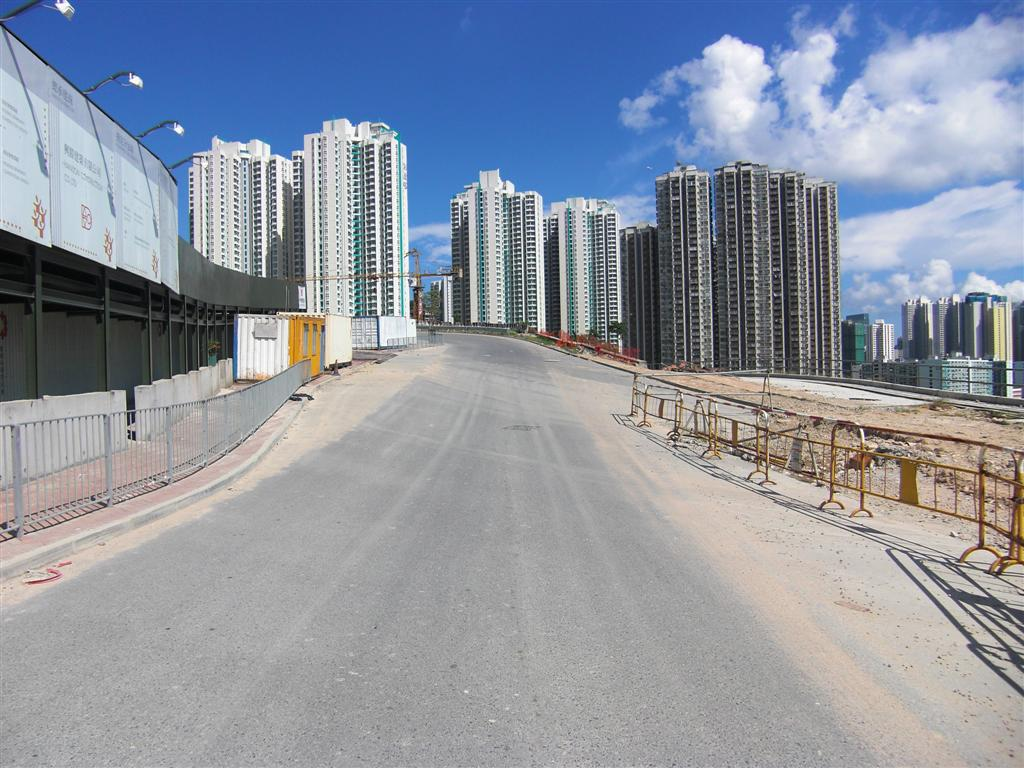
編號 E2 道路的起點，這路段已成為彩榮路一部分（2008年8月）
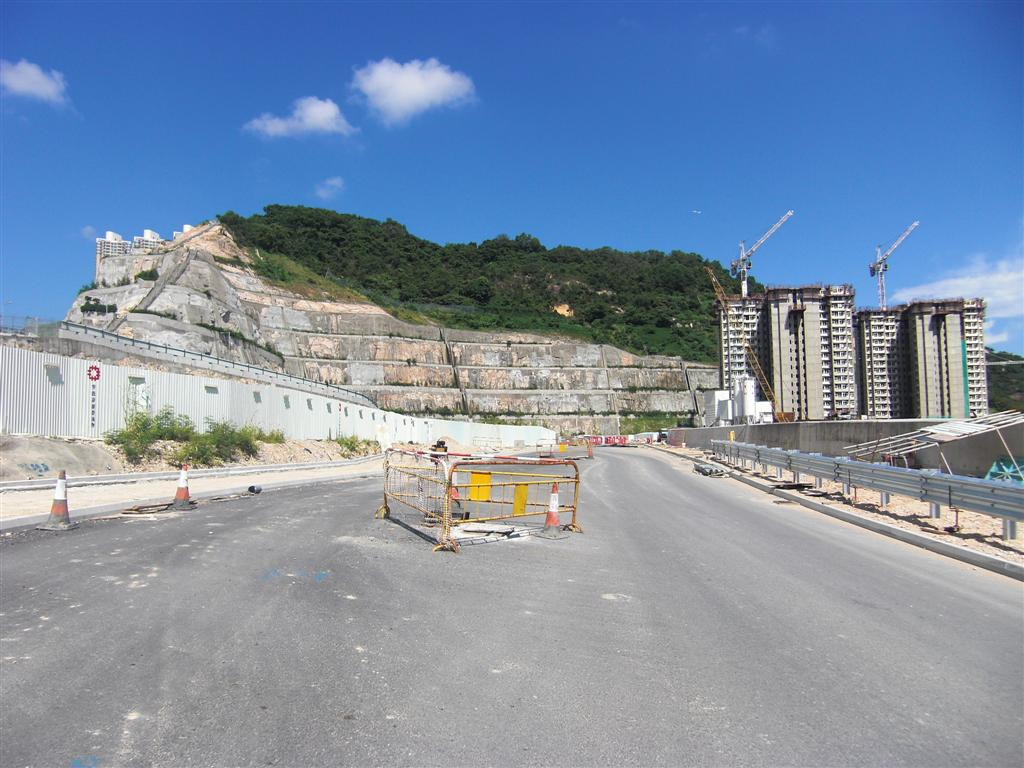
從彩榮路望向平山；旁為彩亮樓及彩賢樓現址（2008年8月）
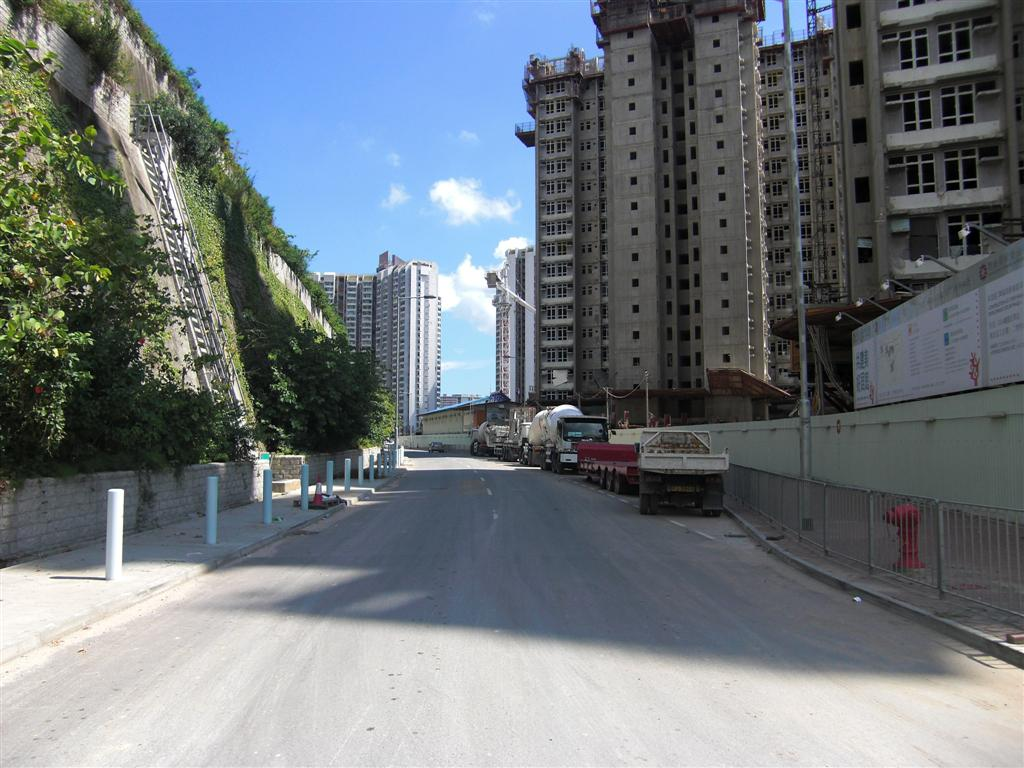
彩榮路近彩福邨一景；前方為興建中的彩善樓（2008年8月）
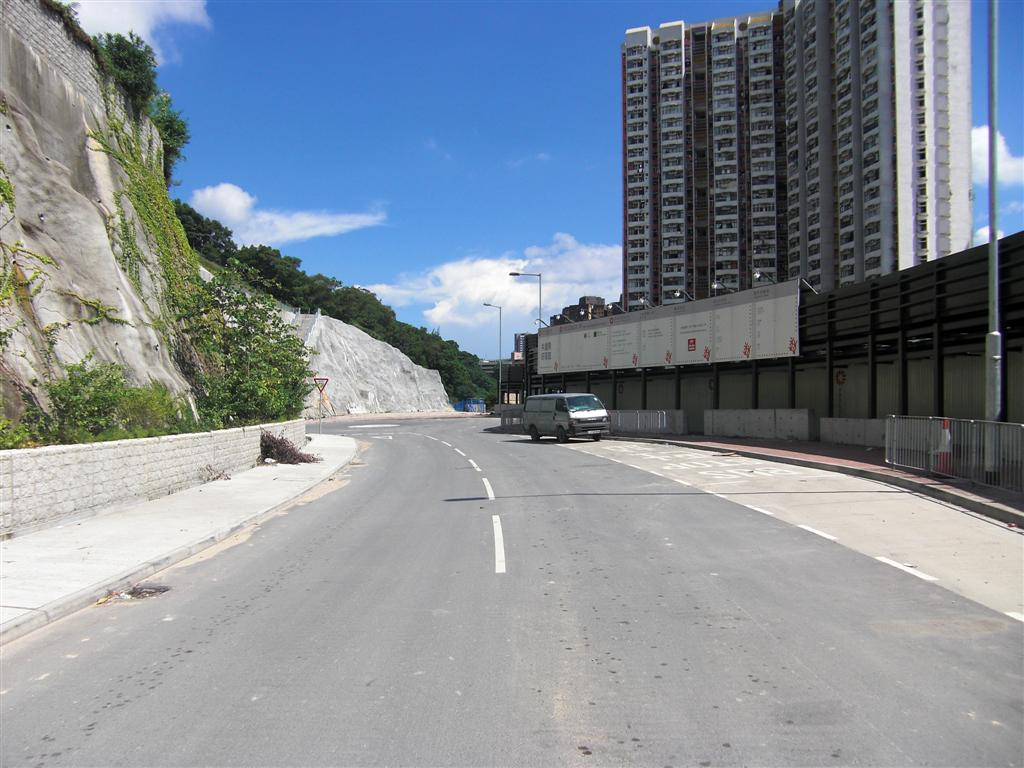
彩榮路終點盡頭，可見當時仍未動工興建彩榮路公園（2008年8月）
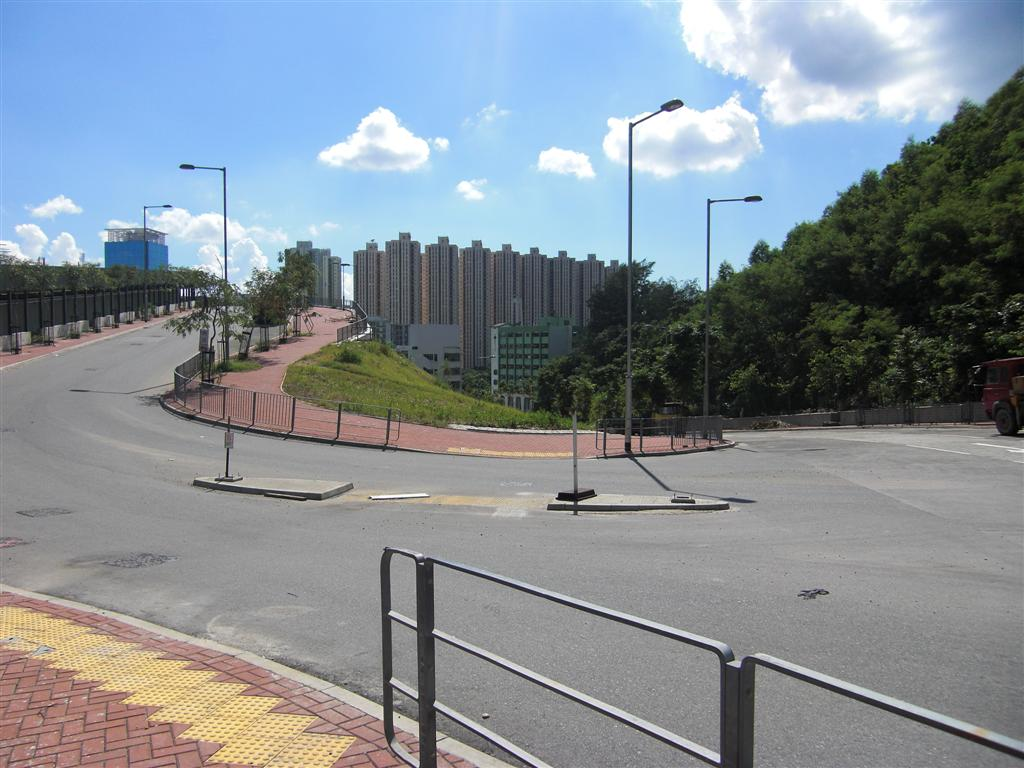
彩榮路與彩興路交界一景（2008年8月）
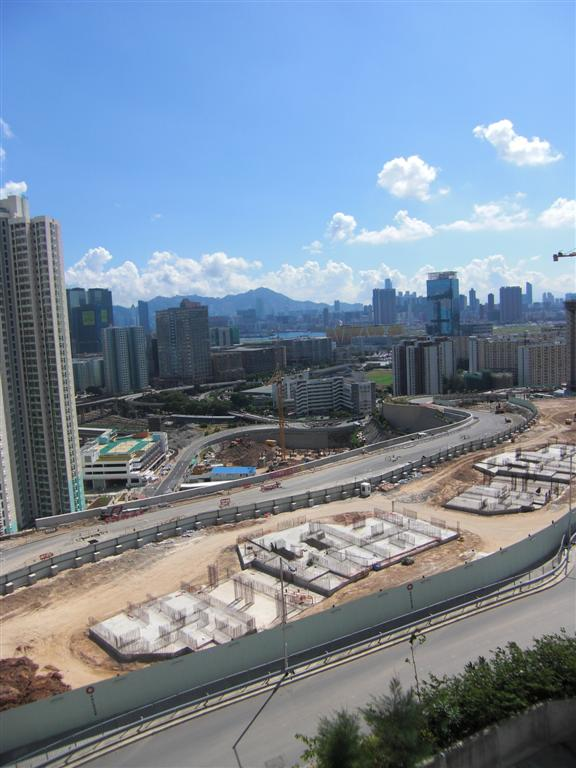
從彩榮里附近遠眺編號 E2 道路；前方為彩賢樓現址（2008年8月）
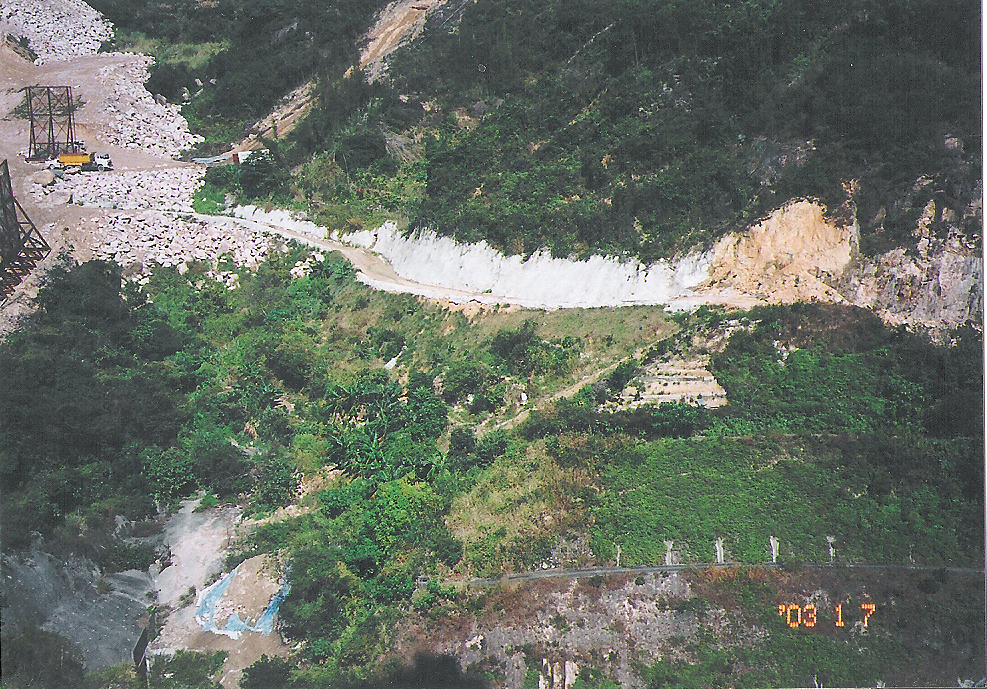
遠眺興建中的彩榮路；下方去水渠約為彩福邨彩喜樓現址（2003年1月）
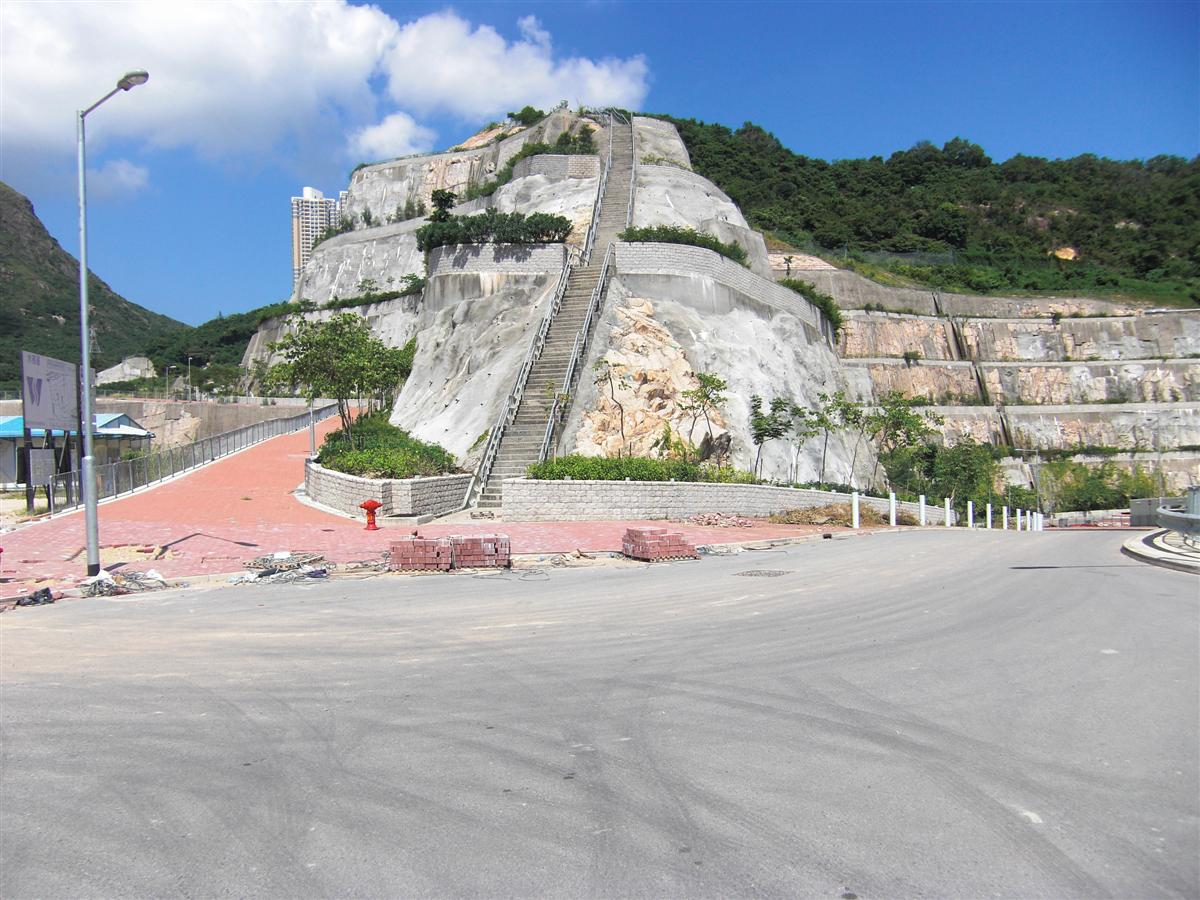
於彩榮里旁的佐敦谷登山徑入口（2008年8月）
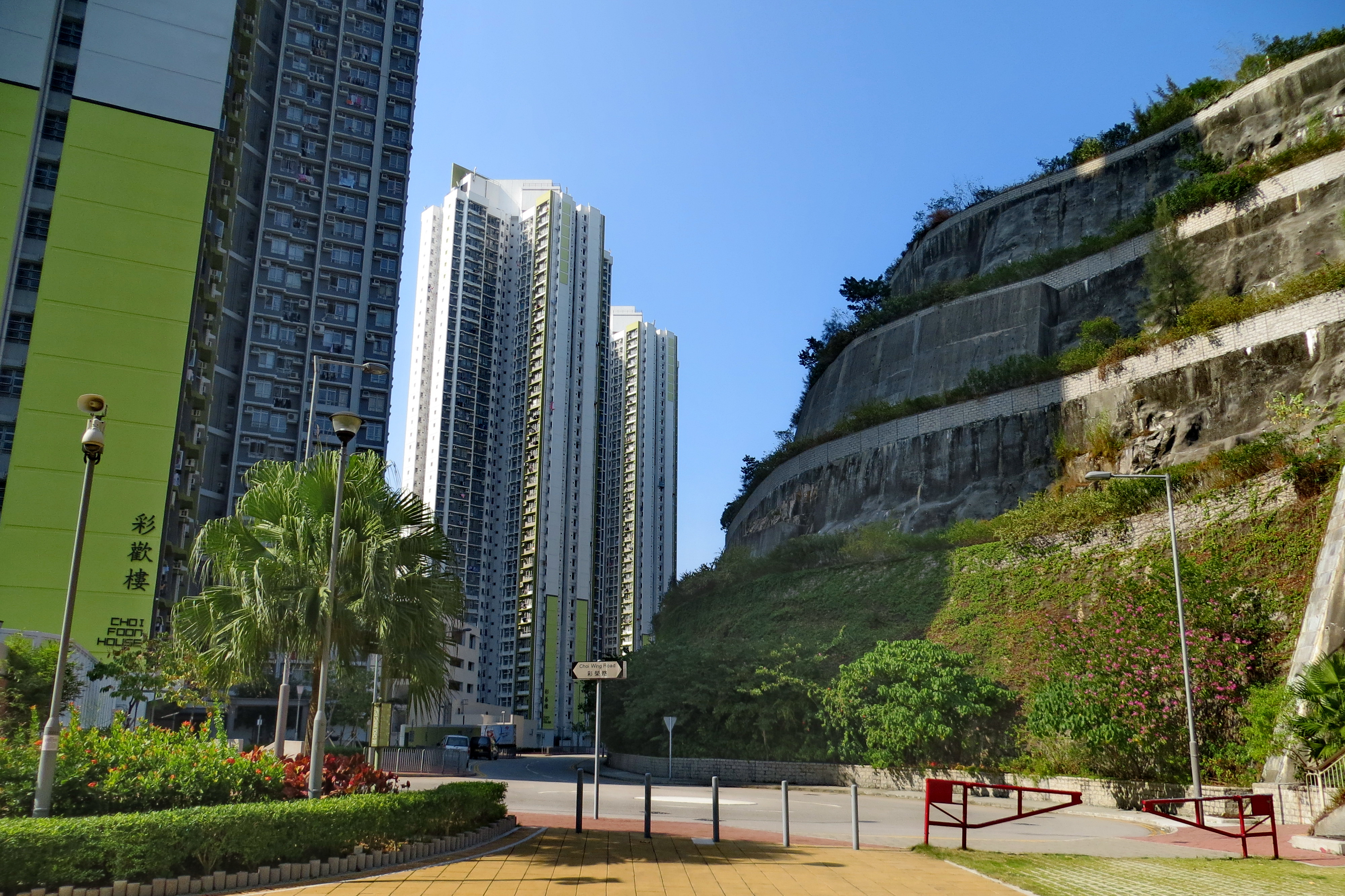
從彩榮路公園望向彩榮路的南面盡頭（2013年10月）